# Gianfranco Pieri
Gianfranco Pieri, né le 6 février 1937, à Trieste, en Italie, est un ancien joueur italien de basket-ball. Il évolue durant sa carrière au poste de meneur.

## Palmarès
- Coupe des clubs champions 1966
- Champion d'Italie 1957, 1958, 1959, 1960, 1962, 1963, 1965, 1966, 1967
- Finaliste de l'Universiade d'été de 1959